# Oprișeni (okręg Jassy)
Oprișeni – wieś w Rumunii, w okręgu Jassy, w gminie Țuțora. W 2011 roku liczyła 679 mieszkańców.